# Dobrić (Šabac)
Pour les articles homonymes, voir Dobrić.
Dobrić (en serbe cyrillique : Добрић) est une localité de Serbie située sur le territoire de la ville de Šabac, district de Mačva. Au recensement de 2011, elle comptait 1 054 habitants.
Dobrić est officiellement classé parmi les villages de Serbie.

## Démographie

### Évolution historique de la population
| 1948  | 1953  | 1961  | 1971  | 1981  | 1991  | 2002  | 2011  |
| ----- | ----- | ----- | ----- | ----- | ----- | ----- | ----- |
| 1 375 | 1 469 | 1 460 | 1 385 | 1 375 | 1 265 | 1 205 | 1 054 |

|  |